# Rabensdorf
Rabensdorf je naselje v Občini Trg v Okraju Trg na Koroškem v Avstriji.